# Lepthyphantes hummeli
Lepthyphantes hummeli là một loài nhện trong họ Linyphiidae.
Loài này thuộc chi Lepthyphantes. Lepthyphantes hummeli được Ehrenfried Schenkel-Haas miêu tả năm 1936.